# Manne Grünberger
Manne Grünberger, egentligen Manuel Abraham Grünberger, född 23 januari 1912 i Katarina församling, Stockholm, död 8 december 1977 i Katarina församling, Stockholm, var en svensk skådespelare och regissör.

## Biografi
Manne Grünberger gick i Sofia folkskola och Katarina Real och avlade därefter studentexamen 1932 vid Södra Latin.
Han studerade drama för Gabriel Alw och Axel Witzansky och var efter studierna engagerad vid olika stockholmsteatrar: Dramaten, Blanche, Vasan, Intima teatern, Skansens friluftsteater och från 1961 och fram till sin död vid Stockholms stadsteater. Han gjorde också ett antal turnéer med Riksteatern. Han gjorde även över 70 film- och TV-roller.  Han medverkade i en mängd uppsättningar vid Radioteatern, både som skådespelare och som regissör. Hans mest kända roller är Josefsson i TV-serien Söderkåkar och Vesterman i filmerna om Saltkråkan. 
Manne Grünberger ingick äktenskap 5 april 1941 med Nana Ridenstam, född i Katarina församling 14 mars 1918, avliden där 11 maj 1999. Makarna fick en dotter 1950. Grünberger är begravd på Katarina kyrkogård i Stockholm.

## Filmografi
- 1933 – Vad veta väl männen
- 1933 – Pettersson & Bendel
- 1934 – Flickorna från Gamla sta'n
- 1935 – Larsson i andra giftet
- 1937 – En sjöman går iland
- 1938 – Kamrater i vapenrocken
- 1938 – Med folket för fosterlandet
- 1938 – Goda vänner och trogna grannar
- 1939 – Efterlyst
- 1940 – Kronans käcka gossar
- 1940 – Åh, en så'n advokat
- 1941 – I natt – eller aldrig
- 1941 – Hem från Babylon
- 1942 – Sexlingar
- 1942 – Flickan i fönstret mitt emot
- 1943 – Hans Majestäts rival
- 1944 – Kungajakt
- 1946 – Det var då – det är nu
- 1946 – Johansson och Vestman
- 1949 – Hur tokigt som helst
- 1951 – Livat på luckan
- 1952 – Han glömde henne aldrig
- 1953 – Barabbas
- 1955 – Sista ringen
- 1955 – Mord, lilla vän
- 1955 – Flicka i kasern
- 1956 – På heder och skoj
- 1956 – Flickan i frack
- 1956 – Åsa-Nisse flyger i luften
- 1957 – Gårdarna runt sjön
- 1957 – En drömmares vandring
- 1958 – Mannekäng i rött
- 1958 – Bock i örtagård
- 1959 – Spatserkäppen
- 1960 – På en bänk i en park
- 1961 – Hällebäcks gård
- 1961 – Svenska Floyd
- 1962 – Den lilla ängeln
- 1962 – Nils Holgerssons underbara resa
- 1962 – Bacchusfesten
- 1962 – Halsduken (TV-serie)
- 1962 – En nolla för mycket
- 1963 – Och har du en ros...
- 1963 – Fan ger ett anbud
- 1963 – Sten Stensson kommer tillbaka
- 1963 – Getrud
- 1963 – Ett drömspel
- 1964 – Svenska bilder
- 1964 – Tjorven, Båtsman och Moses
- 1964 – Åsa-Nisse i popform
- 1965 – Bödeln
- 1965 – Gustav Vasa
- 1965 – Tjorven och Skrållan
- 1965 – För vänskaps skull
- 1966 – Tjorven och Mysak
- 1966 – Syskonbädd 1782
- 1967 – En sån strålande dag
- 1967 – Skrållan, Ruskprick och Knorrhane
- 1968 – Carmilla
- 1968 – Flickorna
- 1969 – Biprodukten
- 1970 – Röda rummet (TV-serie)
- 1970 – Söderkåkar (TV-serie)
- 1971 – Badjävlar
- 1971 – Dagmars heta trosor
- 1972 – Mannen som slutade röka
- 1972 – Ett resande teatersällskap (TV-serie)
- 1973 – Mumindalen (TV-serie)
- 1973 – Herrarna i hagen (TV-serie)
- 1974 – Domaren
- 1975 – Släpp fångarne loss – det är vår!
- 1975 – Tjocka släkten (TV-serie)
- 1976 – Hallo Baby
- 1976 – Predikare-Lena
- 1976 – A.P. Rosell, bankdirektör (TV-serie)
- 1977 – Soldat med brutet gevär (TV-serie)

## Teater

### Roller
| År   | Roll                      | Produktion                                                                          | Regi                                                   | Teater                  |
| ---- | ------------------------- | ----------------------------------------------------------------------------------- | ------------------------------------------------------ | ----------------------- |
| 1936 | Ma Ta                     | En dotter av Kina (Lady Precious dream) Hsiung Shih-i                               | Johan Falck                                            | Blancheteatern          |
| 1937 | Olsen                     | Hans första premiär Svend Rindom                                                    | Harry Roeck-Hansen                                     | Blancheteatern          |
| 1940 | Billing                   | En folkfiende (En folkefiende) Henrik Ibsen                                         | Olof Molander                                          | Vasateatern             |
| 1950 |                           | Tio små niggerpojkar (And Then There Were None) Agatha Christie                     | Börje Mellvig                                          | Folkparksturné          |
| 1954 |                           | Den inbillade sjuke (Le Malade imaginaire) Molière                                  | Lars-Levi Læstadius                                    | Folkparksturné          |
| 1954 | Oshira                    | Thehuset Augustimånen (The Teahouse of the August Moon) John Patrick                | Stig Olin                                              | Intiman                 |
| 1955 |                           | Markurells i Wadköping Hjalmar Bergman                                              | Sandro Malmquist                                       | Skansens friluftsteater |
| 1956 |                           | Vår hemliga dröm (Jupiter) Robert Boissy                                            | Göran Gentele                                          | Riksteatern             |
| 1958 |                           | Arsenik och gamla spetsar (Arsenic and Old Lace) Joseph Kesselring                  | Olof Thunberg                                          | Intiman                 |
| 1960 |                           | Kvartetten som sprängdes Birger Sjöberg                                             | Åke Falck                                              | Skansens friluftsteater |
| 1961 |                           | Fridas visor Birger Sjöberg                                                         | Per Sjöstrand                                          | Skansens friluftsteater |
| 1961 | Utrikesministern i Aten   | Lysistrate (Λυσιστράτη, Lysistrátē) Aristofanes                                     | Hans Dahlin                                            | Stockholms stadsteater  |
| 1962 | Rosenstein, antikhandlare | Patrasket Hjalmar Bergman                                                           | Stina Bergman                                          | Stockholms stadsteater  |
| 1963 | Pappa Klot Bonde I        | Bara en barberare (Histoire de Vasco) Georges Schehadé                              | Lars-Levi Laestadius                                   | Stockholms stadsteater  |
| 1964 | Taleb Generalen           | Skärmarna (Les Paravents) Jean Genet                                                | Per Verner-Carlsson                                    | Stockholms stadsteater  |
| 1964 | Nicobar, minister         | Karusellen (The Apple Cart) George Bernard Shaw                                     | Georg Funkquist                                        | Stockholms stadsteater  |
| 1965 | Härold II Sjöman II m.fl. | Isabella (Isabella, tre caravelle e un cacciaballe) Dario Fo                        | Frank Sundström                                        | Stockholms stadsteater  |
| 1966 | Kommissarien              | Fruar på vift (Le dindon) Georges Feydeau                                           | Etienne Glaser                                         | Stockholms stadsteater  |
| 1966 | Regissören                | Nya Wermländingarne Sandro Key-Åberg                                                | Christian Lund                                         | Stockholms stadsteater  |
| 1969 | Rabbin                    | Spelman på taket (Fiddler on the Roof) Sheldon Harnick, Joseph Stein och Jerry Bock | Henny Mürer                                            | Stockholms stadsteater  |
| 1973 | Farbror Eberhard          | Gösta Berlings saga Selma Lagerlöf                                                  | Johan Bergenstråhle Marie-Louise De Geer Bergenstråhle | Stockholms stadsteater  |
| 1974 | Mr Dawson                 | Bröllopsfesten (The Wedding Feast) Arnold Wesker                                    | Gun Arvidsson                                          | Stockholms stadsteater  |
| 1974 | Köksmästaren              | Peer Gynt, del I Henrik Ibsen                                                       | Fred Hjelm                                             | Stockholms stadsteater  |
| 1975 | Firs                      | Körsbärsträdgården (Вишнёвый сад, Visjnjovyj sad ) Anton Tjechov                    | Jan Håkanson                                           | Stockholms stadsteater  |
| 1977 | Färjekarlen               | Slaget vid Lobositz (Die Schlacht bei Lobositz) Peter Hacks                         | Friedo Solter                                          | Stockholms stadsteater  |

### Regi
| År   | Produktion   | Upphovsmän         | Teater |
| ---- | ------------ | ------------------ | ------ |
| 1942 | Svart granit | Sekel Nordenstrand | Folkan |

## Radioteater

### Roller
| År   | Roll                       | Produktion                                                  | Regi           |
| ---- | -------------------------- | ----------------------------------------------------------- | -------------- |
| 1940 | Tore Fredin, extralärare   | 33,333 Algot Sandberg                                       | Carl Barcklind |
| 1940 | Kalle Ullberg, gesäll      | När nämndemansmoras Ida skulle bortgiftas Nanna Wallensteen | Carl Barcklind |
| 1948 | Alexas, Kleopatras tjänare | Antonius och Kleopatra William Shakespeare                  | Alf Sjöberg    |
| 1950 | Pysen                      | Hillmans detektivbyrå: Naturlig död? Folke Mellvig          | Lars Madsén    |
| 1953 | Pysen                      | Hillmans bästa: Naturlig död? Folke Mellvig                 | Lars Madsén    |
| 1953 | En sotargosse              | Midsommar August Strindberg                                 | Palle Brunius  |
| 1956 | Krämaren                   | Det var en gång (Der var engang) Holger Drachmann           | Helge Hagerman |
| 1960 | Fogel                      | Kvartetten som sprängdes Birger Sjöberg                     | Åke Falck      |

### Regi
| År   | Produktion  | Upphovsmän     |
| ---- | ----------- | -------------- |
| 1961 | Önskeskogen | Astrid Ribrant |